# Schlage-Ickhorst
Schlage-Ickhorst ist ein Dorf in der Gemeinde Wedemark in der Region Hannover, das zum Wedemärker Ortsteil Scherenbostel gehört.

## Geografie
Schlage-Ickhorst liegt zwei Kilometer südlich von Scherenbostel und ebenso weit südwestlich von Bissendorf, sowie anderthalb Kilometer nördlich des zu Kaltenweide gehörenden Weilers Kiebitzkrug.

## Geschichte
Der Ort besteht aus der Siedlung Ickhorst und dem Weiler Schlage, die unmittelbar aneinander angrenzen. Durch Schlage-Ickhorst verlief früher die Grenze zwischen den Landdrosteien Hannover und Lüneburg sowie zuvor zwischen den Fürstentümern Calenberg und Lüneburg. Daher war der Ort bis 1833 eine Zollstation, wobei das Zollhaus 1966 abgerissen wurde. Der Ortsname stammt einerseits vom Schlagbaum, der die Zollstation darstellte, und andererseits vom Wort Eichhorst.

## Politik

### Ortsrat
Der Ortsrat von Scherenbostel (mit Schlage-Ickhorst und Wiechendorf) setzt sich aus fünf Ratsherren zusammen.
- CDU: 2 Sitze
- SPD: 2 Sitze
- FDP: 1 Sitz

(Stand: Kommunalwahl 11. September 2016)

### Ortsbürgermeister
Der Ortsbürgermeister ist Jürgen Engelhardt (CDU), vertreten wird er durch Lars-Gero Pitschmann (SPD).

## Kultur und Sehenswürdigkeiten
Baudenkmale
- Siehe auch: Liste der Baudenkmale in Ickhorst